# Кьюзи
Кью́зи (итал. Chiusi, лат. Clusium, Clusa, Camars, Clusa, Clusae, Clusina Civitas, Clusini Castellionis Castrum, этр. Clevsin, др.-греч. Κλύσιον, Klúsion) — коммуна в Италии, в регионе Тоскана, подчиняется административному центру Сиена.
Население составляет  8 558 человек (31-12-2017), плотность населения — 147,17 чел./км². Занимает площадь 58,15  км². Почтовый индекс — 53043, 53044, 53040. Телефонный код — 0578.
Покровителями коммуны почитаются святая Мустиола, празднование 3 июля и 23 ноября, и святой Секундиан. Недалеко от города расположена гробница святой Мустиолы.

## Демография
Динамика населения:

## Администрация коммуны
- Официальный сайт: http://www.comune.chiusi.siena.it/

## Примечание
1. ↑  Statistiche demografiche ISTAT. demo.istat.it. Дата обращения: 1 декабря 2019. Архивировано 16 июля 2018 года.